# کورت فون شلایشر
کورت فُن اشلایشر (به آلمانی: Kurt von Schleicher) (زادهٔ ۷ آوریل ۱۸۸۲ – درگذشته ۳۰ ژوئن ۱۹۳۴) ژنرال آلمانی و صدراعظم این کشور از ۳ دسامبر ۱۹۳۲ تا ۲۸ ژانویهٔ ۱۹۳۳ بود.
او در برندنبورگ آن در هاول زاده شد. در ۱۹۰۰ به ارتش آلمان پیوست. در دورهٔ آموزش افسری با فرانتس فن پاپن روابط دوستانه‌ای برقرار ساخت. در جنگ جهانی اول شرکت جست. چندی هم وزیر دفاع آلمان بود.
اشلایشر در شب دشنه‌های بلند در تاریخ ۳۰ ژوئن ۱۹۳۴ در خانهٔ خود و به همراه همسرش به ضرب گلولهٔ نازی‌ها کشته شد.